# يفغيني فورونين
يفغيني فورونين هو لاعب كرة قدم روسي في مركز الهجوم، ولد في 31 أكتوبر 1995. لعب مع لوكوموتيف موسكو.